# 住友生命 Presents 浅田真央のにっぽんスマイル
『住友生命 Presents 浅田真央のにっぽんスマイル』（すみともせいめいプレゼンツ あさだまおのにっぽんスマイル）は、2015年3月から6月の期間限定で、TBSラジオをキーステーションに放送された、フィギュアスケーター・浅田真央のトーク番組である。

## 概要
2014年のソチオリンピック終了後、競技活動を休業している浅田がTBSラジオに出演したいと直々にオファーをかけ、『大沢悠里のゆうゆうワイド』と『赤江珠緒 たまむすび』にゲスト出演した。それをきっかけに、同年秋に浅田をマネジメントしている芸能事務所を通してTBSラジオから逆オファーをかけ、今回の新番組の企画に至った。
この番組は、浅田をCMキャラクターに起用している住友生命保険相互会社を協賛スポンサーに迎え、浅田がこれまでのフィギュアスケート選手人生で感じたこと、競技者として、アイスショーの出演者、指導者として取り組んだ様々な経験を基として、自らが今思うこと、考えていることを語るほか、住友生命が展開するキャンペーン「YOUNG JAPAN ACTION 浅田真央×住友生命」とも連動して、「頑張る同世代とつながろう」というコンセプトの下で、浅田と同世代の各界著名人やリスナーとともに、将来の夢を語り合う。
「YOUNG JAPAN ACTION 浅田真央×住友生命」について
住友生命が、社会的課題（過疎化、高齢者福祉、東日本大震災からの復興作業、町おこしその他）に向き合い、その課題解決のために取り組む若者たちを支援するキャンペーンとして2014年度に行われ、浅田はその特別審査委員を務めた。このキャンペーンには全国から157の団体から案件が寄せられ、大賞の3団体を初めとした優秀な事案については賞金を贈呈して、その事業を支援する。また浅田自身もサポーターとして優秀事案の支援活動を行っており、ラジオのインタビュー収録はその一環として実施された
2015年は真央に加え、実姉の浅田舞がスペシャルサポーターとしてキャンペーンに加わることになった。

## 放送日程
全18回放送予定。
- TBSラジオ　月曜21:00-21:30　2015年3月2日‐6月29日放送
- ABCラジオ　土曜12:30-13:00
- CBCラジオ　土曜19:30-20:00

ネット2局は6日遅れ。2015年3月7日-7月4日放送。なおCBCラジオでは「CBCドラゴンズサタデー」の中継（この放送期間中の土曜はすべて薄暮を含むデーゲーム）が延長した場合、時間変更が生じる可能性がある。
- 番組の抜粋をポッドキャスティング（インターネットラジオ）で配信（原則として放送次週の月曜日配信）[1]。

## レギュラーコーナー
- 「30歳までにやりたい3つのこと!」

30歳未満の人は、「30歳までにやりたいこと、夢などについて」の3つのテーマ、また30歳以上の人は「30歳までにやっておけば思ったと考える」3つのテーマについて投稿してもらう。また毎回1人のリスナーに浅田と電話をつないで会話して「30歳までにやりたいこと」について話し合いをする。
- 「真央のスケートアルバム」（第13回=TBSラジオ2015年5月25日放送分より）

フィギュアスケートの歴史に残る選手について毎回1人ずつ取り上げ、その選手の活躍ぶりや、エピソードなどを披露する。

## インタビューゲスト
基本的に現地ロケが主。
- 第2・3回　「気仙沼ゲストハウス架け橋」代表・田中惇敏[5][6]
- 第4・5回　「佐賀大学の農業系サークル・ForS.」[5][3]
- 第6・7回　「宗像市のNPO・改革プロジェクト」代表・立花祐平（地元のボランティアが中心となって、街頭パトロールをし乍らジョギングをするプロジェクト「パトラン」の取り組みについて）[5][7]
- 第8・9回　伊藤みどり（現プロスケーター。国立京都国際会館にて2015年4月18日開催された「スミセイライフフォーラム　生きる」で公開収録）[8]
- 第10・11回　「気仙沼ニッティング」代表・御手洗瑞子
- 第13・14回　「ファクトリエ」代表・山田敏夫
- 第15回　浅田舞（真央の実姉。現プロスケーター、スポーツ解説者）
- 第16回　発酵兄弟（甲府市の「五味醤油店」を営む五味仁・洋子きょうだい）
- 第17回　手話エンターテインメントグループ「シュアール」代表・大木洵人

## その他
- 第12回、最終回は生放送だった（ABCとCBCは編集したものを放送）